# Futabatei Shimei

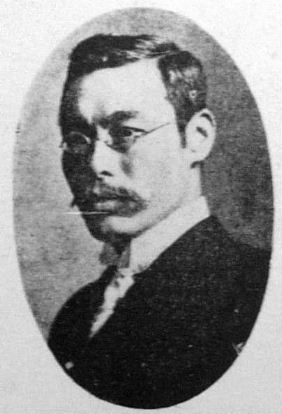
Futabatei Shimei

Futabatei Shimei (în japoneză: 二葉亭四迷) (n. 28 februarie 1864 - d. 10 mai 1909), care a avut la naștere numele Hasegawa Tatsunosuke (長谷川辰之助), a fost un scriitor, traducător și critic literar japonez.
A fost promotor al mișcării Gembun, care promova literatura în limba vorbită.
Admirator al literaturii ruse, a tradus din Gogol, Turgheniev, Tolstoi, Andreev și Gorki.

## Opera
- 1887 - 1889: Nor trecător ("Ukigumo")
- 1906: Un soț adoptat ("Sono omokage")
- 1907: Mediocritate ("Heibon").